# HuffPost (Espagne)
Pour les articles homonymes, voir HuffPost.
HuffPost, anciennement El Huffington Post, est un site espagnol d'actualité, lancé le 7 juin 2012.

## Histoire
La version espagnole du Huffington Post est lancée le 7 juin 2012 dans ses locaux de Madrid, en partenariat avec le groupe de presse Prisa (propriétaire du quotidien El País), il emploie dix personnes, dont huit journalistes. La directrice éditoriale est la journaliste Montserrat Domínguez (es).